# たから (列車)

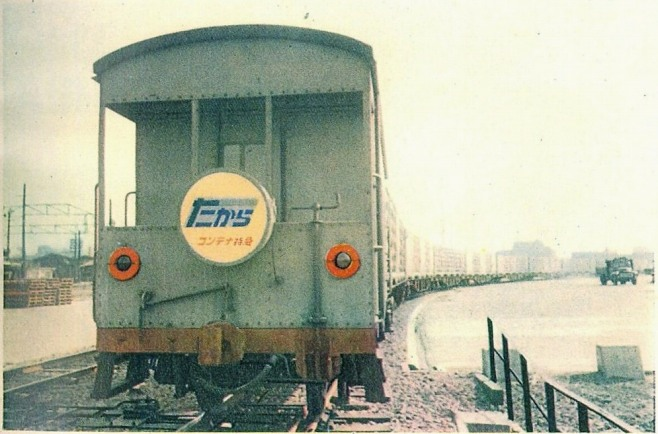
「たから」（1960年頃）

たからは、かつて日本国有鉄道（国鉄）が汐留駅 - 梅田駅で運行していたコンテナ専用貨物列車である。
日本の鉄道貨物輸送は車扱貨物が中心であった当時において、日本初のコンテナ専用列車であった。21世紀初頭では鉄道による貨物輸送の主流となっているコンテナ輸送の先駆けとなった列車である。
編成最後尾の車掌車には、「たから コンテナ特急」と標記した円型の行灯型テールサインを装着して運行していた。

## 歴史
鉄道コンテナの調査研究を進めていた国鉄は1955年（昭和30年）に3トンコンテナを試作し、翌年6月よりトラ30000形無蓋貨車を使用して汐留 - 梅田間で試験輸送を開始した。さらに同年9月からは笹島 - 梅田間および汐留 - 笹島間でも試験輸送を開始し、1957年（昭和32年）3月まで続けられた。
営業開始は4月からだったが、取引単位に適合しないことや割高な運賃、コンテナの個数が少なく使用しにくい点から不評で1959年（昭和34年）5月には運用を中止してしまった。すでに3月の時点で5tコンテナを試作していた国鉄は、6月より同時に開発された専用貨車「チキ5000形」コンテナ車による試験輸送を汐留 - 梅田間で開始し、その結果、量産型のコンテナを製作することになった。
「たから」は、戦後最初の特急貨物列車として1959年（昭和34年）9月22日ダイヤ改正で設定されたものの、車両の完成時期の遅れのため運転開始は同年11月5日となった。牽引するのはEH10形電気機関車だったが当時の吹田操車場 - 梅田間は非電化であったため、この区間のみD52形蒸気機関車が牽引していた。
チキ5000形コンテナ車（1965年の称号改正によりコキ5000形となる）24両とヨ5000形車掌車を連結した25両編成で全長は460m、重量1,000t、旧規格の5tコンテナを120個積載し、速度種別は「特急貨甲A」、最高速度85km/h、汐留 - 梅田間を10時間55分で結んだ。なお、途中駅でのコンテナ積み下ろしは行わず、運転停車として沼津、浜松、稲沢、吹田操車場に停車し、表定速度は50.7km/hであった。列車番号は下りが第71列車、上りが第72列車とされ、下りは汐留19時35分発・梅田6時30分着、上りは梅田20時40分発・汐留7時35分着であった。
1960年（昭和35年）10月1日のダイヤ改正においては、コンテナ専用列車は「たから」のみであったが、それ以外の方面に運転されていた急行車扱列車にコンテナ車を併結する形で各地にコンテナ輸送サービスを開始した。また、下りの「たから」の汐留発時刻が集荷の利便性のために50分繰り下げられ、汐留20時25分発、梅田7時36分着の11時間11分運転となった。
1961年（昭和36年）10月1日のいわゆるサンロクトオダイヤ改正において、「たから」は2往復運転となり、上下ともそれぞれ「第1たから」「第2たから」として運転されるようになった。列車番号はそれぞれ、第51列車・第50列車（第1たから）、第53列車・第52列車（第2たから）に変更となった。1964年（昭和39年）10月1日の東海道新幹線開業に伴うダイヤ改正では、新幹線に優等列車を転移させたことによって空いた東海道本線のダイヤを利用して貨物列車の増発が行われ、コンテナ専用特急貨物列車も5往復に増強された。
その後、急速にコンテナ貨物列車の運転は成長し、各方面に運転されるようになったが、その列車名は必ずしも「たから」とはされなかった。1966年（昭和41年）10月1日から10000系貨車を使用した貨物列車で初めての100km/h運転列車が設定されるが、この列車名は「ことぶき」「さかえ」「あけぼの」などとされている。「たから」に由来する列車名の中では九州へ向かう「西たから」、東北・北海道方面へ向かう「北たから」といった列車名が設定され、運転区間も東京側は隅田川・品川、大阪側は安治川口・湊川など多様化している。
1968年（昭和43年）10月1日の白紙ダイヤ改正では、貨物列車の種別が整理され、最高速度85km/hの貨物列車は「急行貨物列車」となったため、「たから」の列車種別も特急貨物から急行貨物に変更された。
1965年（昭和40年）からイギリス国鉄で開始された「フレートライナー」のサービスは、コンテナを利用してトラックと鉄道を一貫輸送サービスとして提供するもので、国鉄でもこれを参考に同様のサービスを開始することになった（日本フレートライナー株式会社）。1969年（昭和44年）4月25日からフレートライナーの運行が始まり、これに伴って「たから」の愛称は廃止となった。

## その他
2009年（平成21年）11月8日、「たから」の運行開始50周年を記念して、東京貨物ターミナル駅にてイベントが行われた。
2016年4月29日に開館した京都鉄道博物館に保存展示されたヨ5000形ヨ5008は、保存に際して「たから」時代の塗装に復元され、テールサインも掲出されている。